# Плоска (Долж)
Плоска (рум. Plosca) — село у повіті Долж в Румунії. Входить до складу комуни Бістрец.
Село розташоване на відстані 211 км на захід від Бухареста, 52 км на південний захід від Крайови.

## Населення
За даними перепису населення 2002 року у селі проживали 924 особи.
Національний склад населення села:
| Національність | Кількість осіб | Відсоток |
| -------------- | -------------- | -------- |
| румуни         | 900            | 97,4%    |
| цигани         | 24             | 2,6%     |

Рідною мовою назвали:
| Мова      | Кількість осіб | Відсоток |
| --------- | -------------- | -------- |
| румунська | 900            | 97,4%    |
| циганська | 24             | 2,6%     |